# Драва
Драва (на италиански, словенски, хърватски и унгарски: Drava; на немски: Drau) е река в Италия (област Венето), Австрия (провинции Тирол и Каринтия), Словения (региони Корошки и Подравски), Хърватия (жупании Вараждинска, Копривнишко-крижевска, Вировитишко-подравска и Осиешко-баранска) и Унгария (области Шомод и Бараня), десен приток на Дунав. Дължина 709,8 km, площ на водосборния басейн 40 154 km².

## Географска характеристика

### Извор, течение, устие
Река Драва води началото си от крайните западни части на Карнийските Алпи, на 2 km западно от градчето Сан Кандидо, провинция Венето, Италия. След 11 km навлиза на австрийска територия и продължава в източна посока. В началото, до град Филах, Драва тече в дълбока и тясна планинска долина между Гайлталските Алпи на юг и масивите Дефереген, Кройцек и Гуркталските Алпи на север. След това реката преминава между масивите Затниц на север и Караванке на юг и излиза в широката Клагенфуртска котловина. След напускането на котловина чрез дълбок и живописен пролом Драва преодолява крайните югоизточни разклонения на Алпите (масивите Зауалпе, Коралпе и Козяк на север и Караванке и Похоре на юг) и при словенския град Марибор излиза от планините и навлиза в крайната югозападна, хълмиста част на Среднодунавската низина. Северозападно от град Вараждин навлиза на хърватска територия, а при хърватското село Леград завива на югоизток и на протежение от 133 km служи за граница между Хърватия и Унгария. Източно от хърватското градче Дони Михоляц отново изцяло се завръща на хърватска територия, преминава през град Осиек и на 2 km северозападно от хърватското село Алмаш се влива отдясно в река Дунав при нейния 1383 km, на 79 m н.в.

### Водосборен басейн, притоци
На юг водосборният басейн на Драва граничи с водосборните басейни на реките Вука и Сава (десни притоци на Дунав), на югозапад – с водосборните басейни на реките Изонцо, Таляменто, Пияве и Адидже (от басейна на Адриатическо море), а на север – с водосборните басейни на реките Ин, Енс, Тразен, Лайта, Раба, Шио и Карашица (десни притоци на Дунав). В тези си граници площта на водосборния басейн на Драва възлиза на 40 154 km² (4,91% от водосборния басейн на Дунав). Най-голям водосборен басейн и дължина (виж долната таблица) 22 162 km², 254+4 km реката има на територията на Австрия, а най-малък – 354 km², 11 km – на територията на Италия.
| Държава           | Дължина (km) | Площ(km²)      |
| ----------------- | ------------ | -------------- |
| Италия            | 10.6         | 354 (0.9%)     |
| Австрия           | 254.7        | 22 162 (55.2%) |
| Австрия-Словения  | 4.2          | граница        |
| Словения          | 117.7        | 4 662 (11.6%)  |
| Словения-Хърватия | 23.3         | граница        |
| Хърватия          | 166.4        | 6 822 (17.0%)  |
| Хърватия-Унгария  | 133.0        | граница        |
| Унгария           | 0            | 6 154 (15.3%)  |
| Общо              | 709.8        | 40 154 (100%)  |

Основни притоци(→ ляв приток, ← десен приток, дължина в km, площ на водосборния басейн в km²):
- → Изел 57 / 1201
- → Мьол 84 / 1101
- → Лизер 50 / 1036
- ← Гайл 122 / 1414
- → Гурк 157 / 2582
- → Лавант 72 / 969
- ← Дравиня 73 / 818
- → Песница 69 / 550
- ← Плитвица 65 / 272
- ← Бедня 133 / 968
- → Мура 434 / 14109
- → Риня
- → Печ
- ← Карашица 91 / 2347
- ← Вучица[1].

### Хидроложки показатели
Драва има ясно изразено пролетно пълноводие в резултат от топенето на снеговете в Алпите и зимно маловодие, като за реката са характерни лятно-есенни епизодични прииждания в резултат от поройни дъждоне във водосборния ѝ басейн. Среден годишен отток в устието 610 m³/sec, максимален 2500 m³/sec.

## Стопанско значение, градове
Река Драва е плавателна за плиткогазещи съдове до австрийския град Филах, на 650 km от устието. В миналото, преди развитието на железопътната мрежа, по нея се е транспортирал дървен материал и други стоки. В Австрия, Словения и Хърватия по течението и е изградена каскада от 22 мощни ВЕЦ-ове (11 в Австрия, 8 в Словения, 3 в Хърватия).
По цялото си протежение долината на реката е гъсто заселена. По-големите селища са градовете:
- Италия – Сан Кандидо§
- Австрия – Лиенц, Шпитал, Филах, Ферлах, Фьолкермаркт;
- Словения – Дравоград, Руше, Марибор, Птуй;
- Хърватия – Вараждин, Белишче, Осиек;
- Унгария – Барч[1].